# Базаринська сільська рада
База́ринська сільська́ ра́да — адміністративно-територіальна одиниця та орган місцевого самоврядування у Збаразькому районі Тернопільської області. Адміністративний центр — село Базаринці.

## Загальні відомості
Базаринська сільська рада утворена в 1940 році.
- Територія ради: 22,5 км²
- Населення ради: 1 266 осіб (станом на 2001 рік)
- Середня щільність населення: 56,27 осіб/км².
- Територією ради протікає річка Гнізна

## Населені пункти
Сільській раді були підпорядковані населені пункти:
- с. Базаринці
- с. Малий Глибочок
- с. Тарасівка
- с. Чорний Ліс

## Склад ради
Рада складалася з 16 депутатів та голови.
- Голова ради: Воркун Ігор Володимирович
- Секретар ради: Телев'як Марія Іванівна

### Керівний склад попередніх скликань
| Прізвище, ім'я, по батькові | Основні відомості                                                                     | Дата обрання | Дата звільнення |
| --------------------------- | ------------------------------------------------------------------------------------- | ------------ | --------------- |
| Воркун Ігор Володимирович   | Сільський голова, 1965 року народження, освіта незакінчена вища                       | 26.03.2006   | 31.10.2010      |
| Воркун Ігор Володимирович   | Сільський голова, 1965 року народження, освіта незакінчена вища, член Народної партії | 31.10.2010   |                 |

Примітка: таблиця складена за даними сайту Верховної Ради України

### Депутати
За результатами місцевих виборів 2010 року депутатами ради стали:

#### За суб'єктами висування
| Суб'єкт висування | Кількість обраних депутатів | %   |
| ----------------- | --------------------------- | --- |
| Самовисування     | 16                          | 100 |

#### За округами
| № округу | Прізвище, ім'я, по батькові       | Дата визнання обраним | Освіта           | Партійна приналежність | Відомості про обраного депутата                  |
| -------- | --------------------------------- | --------------------- | ---------------- | ---------------------- | ------------------------------------------------ |
| 1        | Пташинський Олександр Петрович    | 04.11.2010            | вища             | позапартійний          | Збаразьке бюро технічної інвентаризації, технік  |
| 2        | Романчук Олег Іванович            | 04.11.2010            | середня          | позапартійний          | пенсіонер                                        |
| 3        | Олещук Ігор Степанович            | 04.11.2010            | незакінчена вища | позапартійний          | Тернопільський ІСІТ, студент                     |
| 4        | Демчук Ігор Романович             | 04.11.2010            | вища             | позапартійний          | ТОВ «Благодар-Агро», заправщик                   |
| 5        | Данилевич Володимир Володимирович | 04.11.2010            | незакінчена вища | позапартійний          | Базаринська с.р., спеціаліст землевпорядник      |
| 6        | Герас Віталій Ігорович            | 04.11.2010            | вища             | позапартійний          | Управління податкової міліції, оперуповноважений |
| 7        | Прокопів Олег Михайлович          | 04.11.2010            | вища             | позапартійний          | Збаразька станція юних техніків, керівник гуртка |
| 8        | Фридель Володимир Ігорович        | 04.11.2010            | вища             | позапартійний          | Збаразька РДА, головний єкономіст                |
| 9        | Сташко Іван Андрійович            | 04.11.2010            | вища             | позапартійний          | пенсіонер                                        |
| 10       | Тиш Володимир Миколайович         | 04.11.2010            | середня          | позапартійний          | ТОВ «Благодар Агро», шофер                       |
| 11       | Телев'як Марія Іванівна           | 04.11.2010            | вища             | позапартійна           | Базаринська с.р., секретар                       |
| 12       | Агрест Оксана Іванівна            | 04.11.2010            | вища             | позапартійна           | тимчасово не працює                              |
| 13       | Палій Ольга Володимирівна         | 04.11.2010            | середня          | позапартійна           | СЕ «Бортнется-Україна», робітник                 |
| 14       | Махно Андрій Володимирович        | 04.11.2010            | середня          | позапартійний          | тимчасово не працює                              |
| 15       | Олещук Євген Ярославович          | 04.11.2010            | вища             | позапартійний          | приватний підприємець                            |
| 16       | Бідюк Микола Романович            | 04.11.2010            | середня          | позапартійний          | приватний підприємець                            |